# Blaisy-Bas
Blaisy-Bas és un municipi francès, situat al departament de la Costa d'Or i a la regió de Borgonya - Franc Comtat. L'any 2007 tenia 692 habitants.

## Demografia

### Població
El 2007 la població de fet de Blaisy-Bas era de 692 persones. Hi havia 280 famílies, de les quals 84 eren unipersonals (32 homes vivint sols i 52 dones vivint soles), 68 parelles sense fills, 104 parelles amb fills i 24 famílies monoparentals amb fills.
La població ha evolucionat segons el següent gràfic:
Habitants censats

### Habitatges
El 2007 hi havia 327 habitatges, 280 eren l'habitatge principal de la família, 31 eren segones residències i 16 estaven desocupats. 278 eren cases i 48 eren apartaments. Dels 280 habitatges principals, 216 estaven ocupats pels seus propietaris, 61 estaven llogats i ocupats pels llogaters i 3 estaven cedits a títol gratuït; 1 tenia una cambra, 14 en tenien dues, 49 en tenien tres, 76 en tenien quatre i 140 en tenien cinc o més. 218 habitatges disposaven pel capbaix d'una plaça de pàrquing. A 130 habitatges hi havia un automòbil i a 108 n'hi havia dos o més.

### Piràmide de població
La piràmide de població per edats i sexe el 2009 era:
| Homes | Edats   | Dones |
| ----- | ------- | ----- |
| 0     | 95 o +  | 0     |
| 4     | 90 a 94 | 0     |
| 0     | 85 a 89 | 12    |
| 4     | 80 a 84 | 0     |
| 16    | 75 a 79 | 16    |
| 4     | 70 a 74 | 24    |
| 12    | 65 a 69 | 12    |
| 8     | 60 a 64 | 16    |
| 12    | 55 a 59 | 8     |
| 16    | 50 a 54 | 4     |
| 28    | 45 a 49 | 24    |
| 12    | 40 a 44 | 32    |
| 32    | 35 a 39 | 20    |
| 36    | 30 a 34 | 20    |
| 12    | 25 a 29 | 16    |
| 8     | 20 a 24 | 12    |
| 20    | 15 a 19 | 12    |
| 36    | 10 a 14 | 20    |
| 32    | 5 a 9   | 16    |
| 24    | 0 a 4   | 16    |

## Economia
El 2007 la població en edat de treballar era de 446 persones, 344 eren actives i 102 eren inactives. De les 344 persones actives 321 estaven ocupades (168 homes i 153 dones) i 23 estaven aturades (12 homes i 11 dones). De les 102 persones inactives 42 estaven jubilades, 34 estaven estudiant i 26 estaven classificades com a «altres inactius».

### Ingressos
El 2009 a Blaisy-Bas hi havia 277 unitats fiscals que integraven 707 persones, la mediana anual d'ingressos fiscals per persona era de 18.602 €.

### Activitats econòmiques
Dels 29 establiments que hi havia el 2007, 1 era d'una empresa alimentària, 2 d'empreses de fabricació d'altres productes industrials, 7 d'empreses de construcció, 6 d'empreses de comerç i reparació d'automòbils, 2 d'empreses de transport, 2 d'empreses d'hostatgeria i restauració, 1 d'una empresa d'informació i comunicació, 1 d'una empresa immobiliària, 4 d'empreses de serveis, 1 d'una entitat de l'administració pública i 2 d'empreses classificades com a «altres activitats de serveis».
Dels 10 establiments de servei als particulars que hi havia el 2009, 1 era una oficina de correu, 1 taller de reparació d'automòbils i de material agrícola, 1 paleta, 1 guixaire pintor, 1 fusteria, 3 lampisteries, 1 electricista i 1 restaurant.
Dels 2 establiments comercials que hi havia el 2009, 1 era una botiga de menys de 120 m² i 1 una fleca.
L'any 2000 a Blaisy-Bas hi havia 4 explotacions agrícoles.

## Equipaments sanitaris i escolars
El 2009 hi havia 1 escola maternal i 1 escola elemental.

## Poblacions més properes
El següent diagrama mostra les poblacions més properes.